# М1 (шолом)

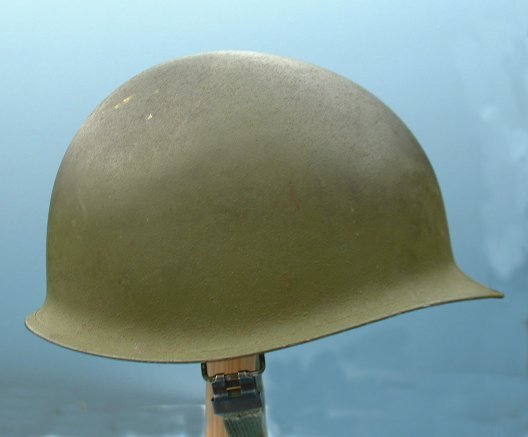
Шолом М1 періоду війни у В'єтнамі.

Вояки армії США в шоломах М1 під час війни у В'єтнамі. Затока Камран, В'єтнам, 1966. На задньому плані президент США Ліндон Джонсон та бригадний генерал Вестермоленд

М1 — шолом (сталевий), що використовувався в армії США з початку Другої світової війни і до 1985 року, коли вона замінена на шолом комплекту PASGT.

## Історія
Шолом М1 був прийнятий на озброєння в 1941 році, замінивши собою шолом М1917. До вересня 1945 року виробили понад 22 мільйони екземплярів М1. Шолом використовували військовослужбовці США під час Корейської війни. У 1961 році прийняли нову модифікацію шолома М1 з підшоломником на основі нейлона (наповнювач — п'ять шарів нейлонової тканини, зв'язуюча речовина — фенолформальдегідна смола) замість бавовняної тканини. Метою заміни було покращення енергономіки та підвищення протиосколкової міцності шолома на 10—15 % до рівня 415 м/с при випробуванні стандартним осколковим імітатором FSP масою 1,1 г.
Наступна велика партія шоломів М1, кількістю біля мільйона екземплярів була випущена в 1966—1967 роках та широко використовувалася під час Війни у В'єтнамі. Протягом 1980-х років шоломи М1 були витіснені шоломом типу PASGT.

## Характеристики

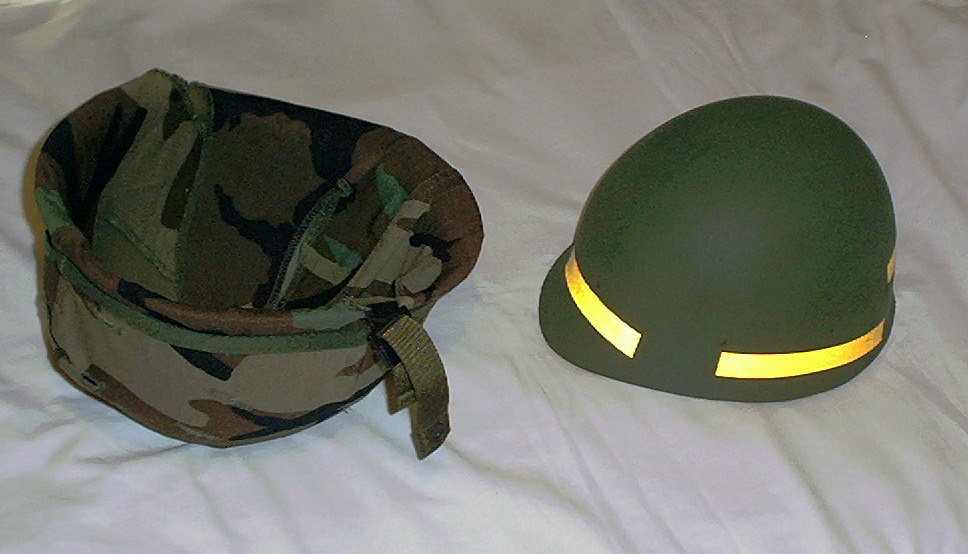
Двохелементний устрій шолома М1. Ліворуч — сталева оболонка шолома в камуфляжному чохлі Woodland. Праворуч — жорсткий підшоломник з органотекстоліта.

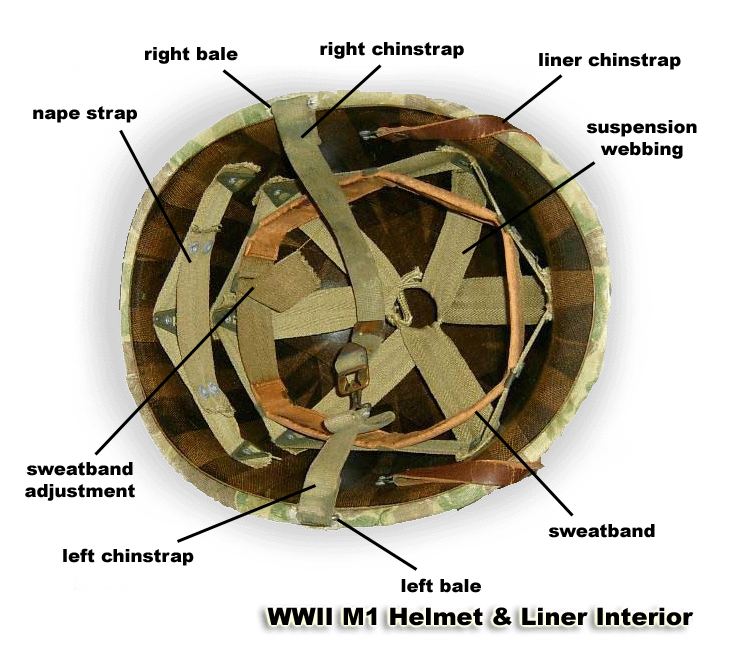
Внутрішня сторона шолома М1.

Шоломи М1 виготовлялися з марганцевої сталі Гадфільда, мали внутрішній підшоломник з органотекстоліта на основі нейлону, ззовні фарбувався в оливковий колір. Пізніше з метою підвищення маскування вояків були розроблені камуфльовані чохли для шоломів. На чохлах малися отвори для розміщення в них елементів рослинності для більш надійного маскування на місцевості. Розміри і вага могли коливатися в різний час. Маса шолома М1 часів Другої світової війни становила 1290 грамів, глибина 7 дюймів, ширина 9,5 дюйма, довжина 11 дюймів. Маса шолома М1 зразка 1961 року в повній комплектації становила 1550 грамів. Вартість 30 дол. США в цінах 1987 року. На лобову сторону шолома наносилися розпізнавальні знаки, а в санітарів червоний хрест.

## Застосування в інших країнах
Крім збройних сил США, шолом М1 використовувався арміями цілої низки країн, наприклад, Канади та Ізраїлю. Також у деяких країнах розроблено власні шоломи на основі М1, наприклад, японський Тип 66.